# Mordellistena pygmaeola
Mordellistena pygmaeola är en skalbaggsart som beskrevs av Karl Friedrich Ermisch 1956. Mordellistena pygmaeola ingår i släktet Mordellistena, och familjen tornbaggar. Arten är reproducerande i Sverige.